# 村川梨衣の a りえしょんぷり〜ず♡
『村川梨衣の a りえしょんぷり〜ず♡』（むらかわりえの あ りえしょんぷりーず）は、2015年4月10日から2019年9月24日まで文化放送超!A&G+で配信されていた動画付きラジオ番組である。パーソナリティは声優の村川梨衣。第3回アニラジアワード「大笑いラジオ賞」受賞。

## 番組概要
パッション・リアクション・ハイテンションでお馴染みの声優・村川梨衣による一人喋り動画番組。
番組名の由来は「Attention, please!」 。日本語で「耳をお貸しください」「こっちを見てください」といった意味があるが、火曜日の夜はリスナーの注意を”村川梨衣が引きつける”というコンセプトとなっている。
超!A&G+で火曜日に配信される番組であることから「みなさんこんばんは。火曜日さんもこんばんは。」と火曜日への挨拶から番組が始まる（番組1年目は金曜日に配信されていたため「金曜日さんもこんばんは。」であった）。
番組の流れは、村川が出演したアニメやイベントに関するトーク。また、村川の好きな漫画作品（ジョジョの奇妙な冒険、HUNTER×HUNTER、シャーマンキングなど）や音楽（L'Arc〜en〜Cielなど）に関するトークを、リスナーからのメールを交えて展開。終盤に、ほぼ毎回コーナーを行うという形式となっている。なお、毎回コーナーの用意はされているが、トークの尺が伸びて出来ないことがたびたびある。
エンディングにて、お便りの宛先を「りえしょんの綴りは、りえしょんです」と紹介する際に、ちょっとした即興劇を行う。
番組の愛称は「りえぷり」。番組のリスナーは「りえぷりすた」と呼ばれる。
2016年の第2回『アニラジアワード』では「大笑いラジオ賞」にて、最終ノミネート5番組に選出された。 
2017年の第3回『アニラジアワード』にて「大笑いラジオ賞」を受賞。「最優秀女性ラジオ賞」「企画ラジオ賞」でも最終ノミネート5番組に選出された。
- 2015年3月20日、超!A&G+の公式サイトにて、村川梨衣の単独番組が告知された。この告知ページは、すぐにTwitterにて1000ツイートを超える反響を呼んだ[5]。
- 2015年3月27日、番組の公式Twitter「@rietion」を開始。放送終了後に村川の写真とコメントをアップしている[6] 。
- 2015年4月10日、番組がスタート。配信終了後に公式Vineを開始。
- 2015年6月5日、第9回配信に番組初のゲストとして山本希望が出演。
- 2015年9月18日、公式Twitterのフォロワー数が1万人を突破[7] 。
- 2015年12月4日、第35回配信に番組2人目のゲストとして津田美波が出演。
- 2016年4月5日、第53回配信より、毎週火曜日23:00-23:30へと配信日時の変更をし、金曜日さんとの別れを告げた。また、日本コロムビアがスポンサーに付き、OPテーマに村川の作詞した「RiEtion please♡」を使用。BGMも変更されるなど、プチリニューアルが行われた。
- 2016年7月5日、第66回配信からセブン&アイ・ホールディングスがスポンサーに付き、日本コロムビアとのダブルスポンサーとなる[8]（同年9月27日放送の第78回まで）。
- 2016年11月12日、番組初の公開録音を行った。
- 2017年1月10日、第93回配信より、再びセブン&アイ・ホールディングスがスポンサーになる。同年3月28日放送の第104回にて提供終了。

### パーソナリティ
- 村川梨衣（愛称：りえしょん）

### 構成作家
- 小林洋平（愛称：ちゃんこ）

## 放送時間
本放送（超!A&G+）
2019年4月2日 - 2019年9月24日 （第209回 - 第234回）
- 毎週火曜日 19:30 - 20:00

2016年4月5日 - 2019年3月26日（第53回 - 第208回）
- 毎週火曜日 23:00 - 23:30

2015年4月9日 - 2016年3月31日（第1回 - 第52回）
- 毎週金曜日 0:00 - 0:30（木曜日深夜）

リピート放送（超!A&G+）
2019年4月3日 - 2019年9月25日（第209回 - 第234回）
- 毎週水曜日 7:30 - 8:00

2016年4月6日 - （第53回 - 第208回）
- 毎週水曜日 11:00 - 11:30

2015年4月10日 - 2016年4月1日（第1回 - 第52回）
- 毎週金曜日 12:00 - 12:30

### 特別編成
本放送（超!A&G+）
2016年1月1日（第39回）
- 金曜日 2:30 - 3:00（木曜日深夜）

## 募集メール
- 普通のお便り
- 6秒りえしょん （番組終了後にアップしているVineの題名、採用されればラジオネームを記載）
- 村川梨衣ファンの総称 （りえしょん教、りえしょん保護者の会、りえしょんを見守る会など）
- 呼んでほしいゲスト
- オクラホマ・りえしょん （リスナーが日頃から思っている謎や相談したい悩み）
- 笑わなりえしょん （クスッと笑ってしまいそうなネタ）
- テンション！ハイテンション！！りえしょん！！！ （テンションがあがったエピソード）
- インテりえしょん（豆知識、情報、うんちくなど）
- うすぼんやりえしょん（村川が好きそうなアニメや漫画やゲームなどの中から、ほどほどにマニアックなシーン）
- りえしょんアナグラム（村川に関する言葉をアナグラムする）
- Baby, My Sweet RiEtion（リスナーのスイートな体験談）
- りえしょんLINEスタンプ（りえしょんLINEスタンプを制作すべく、こんなのが欲しいというものを募集）
- 番組の略称・リスナーの呼び方（第21回放送にて、暫定で略称は「りえぷり」、リスナーは「りえぷらー」となったが、それ以外の呼び名も募集）

## コーナー
- オクラホマ・りえしょん （2015年5月1日 第4回放送 - ）
リスナーが日頃から思っている謎や相談したい悩みを、オクラホマミキサーのリズムに乗せて解決するコーナー[9]。
- 笑わなりえしょん （2015年5月8日 第5回放送 - ）
リスナーからクスッと笑ってしまいそうなメールを募集。いつもすぐに笑ってしまう村川がそれを読み、笑わないように耐えるコーナー。
- テンション!ハイテンション!!りえしょん!!! （2015年5月14日 第6回放送 - ）
リスナーからテンションのあがったエピソードを募集。それを「テンション」「ハイテンション」「りえしょん」の3段階で判定するコーナー。3段階それぞれで違うBGMが流れる。当初はテンション・ハイテンション・りえしょんの3段階評価であったが、第23回にて「ローテンション」と「ゴールデンりえしょん」が追加された。
- インテリえしょん（2015年7月24日 第16回放送 - ）
学者を英語にするとスカラーであることを知っていたり、素数を使ったジングルを作ったり、うなぎを見たら「それ、言い値で買おう」と言ったりするぐらい博識な村川が、リスナーから豆知識、情報、うんちくなどを送ってもらい、みんなで勉強していこうというコーナー。
- うすぼんやりえしょん（2016年1月8日 第40回放送 - ）
村川が好きそうなアニメや漫画やゲームなど様々な作品の中、リスナーから送られたマニアックなお気に入りシーンを紹介し、そのシーンをうすぼんやり思い出しながら、思いを馳せていくコーナー[10]。ちなみに番組内で話してきた村川が好きな作品は「ギャグマンガ日和」「ハンターハンター」「シャーマンキング」「ジョジョの奇妙な冒険」「セーラームーン」「おジャ魔女どれみ」「無双シリーズ」などである。
- Baby, My Sweet RiEtion（2016年4月12日 第54回放送 - 6月21日 第64回放送）
- Baby, My Sweet ドキドキ RiEtion（2016年10月4日 第79回放送 - ）
リスナーのスイートな体験談を募集し、それを村川が「甘ある」か「甘ない」かで判定する。79回放送でコーナー名がBaby, My Sweet RiEtionから変わった。
- 今週のあやねる（2019年）
村川が同じ声優仲間である佐倉綾音に関する言及を行う。

### プチコーナー
リスナーからのメールなどにより突発的に始まる約2分のプチコーナー。始まるとBGMが消え、BGMが鳴り出すと終わりとなる。各コーナーへの復活希望メールも募集中。
- りえしょんやで〜（2015年5月8日 第5回放送）
えとたまの大阪イベントで関西弁を好きになった村川が関西弁で喋ってみるコーナー。
- りえしょんばい（2015年5月15日 第6回放送）
「りえしょんやで〜」を受け「博多弁で喋るコーナーをお願いします」というリスナーからのメールにより、博多弁で喋ってみるコーナー。
- りえしょんじゃけんな〜（2015年5月22日 第7回放送）
「りえしょんやで〜」への復活希望メールが続々と届く中「今週から新しいプチコーナー、りえしょんじゃけんが始まると聞き、心が躍っています」というリスナーからのメールにより、広島弁で喋ってみるコーナー。
- りえしょんアナグラム（2015年7月31日 第17回放送 - ）
リスナーが村川に関する言葉をアナグラム。それらを紹介するコーナー。

### 特別コーナー
- 四次元ボックス 村川梨衣の自己紹介question （2015年4月10日 第1回放送）
第1回放送で登場した黒い箱（四次元ボックス）。村川の情報が詰まった箱から紙を引き、ランダムで自己紹介を行った。なお、定期コーナーではなく、作家の小林は「次いつ使われるかなー」と語っている[11]。
結果
ニックネーム - ポンカン
最近ハマっているもの - マッチョ
生まれ変わったら何になりたい - 筋トレ
好きな食べ物 - おむすび
必ずカバンの中に入っているもの - マカロン
明日世界が滅びるとしたら何をする - サンバ
新しく始めてみたい趣味 - オクラホマミキサー
自分の性格を一言で表すと - ぼた餅
- リスナーの考えたオクラホマ・りえしょん （2015年4月24日 第3回放送）
第2回放送にて、「オクラホマ・りえしょん」というコーナー名のみしか紹介できなかったが、第3回放送までにどんなコーナーかを予想するメールが多数送られてきた。それらを紹介するコーナー。結果は全て外れであった。
- ふつおたスペシャル（2015年7月3日 第13回放送 - ）
普段は多くのメールを読めないため、1クール記念でふつおたを読むコーナーが設けられた。4通のふつおた＋1通のラジオネームのみを紹介したところで終了した。その後も「ふつおたスペシャル」は不定期で行われている。
- りえぷり流行語2016（2017年1月3日 第92回放送）
2016年のりえぷり流行語を決める。
ノミネート
『アヴドゥル』『アルファベット略語』『お葉書は宛先の場合』『隠れアヴドゥル』『〜が、〜は』『ゲーム「三國無双」呂布によるチャージ攻撃3の残撃音』『ゴロラゴスパイラル』『先ほど僕が石ころに躓いて転んだ日』『素数の谷回』『〜ない？〜あるな』『はい、なんでありましょうか〜』『はい、ちゅぎ〜』『村川素数教授』『やった、管野だ』『りえしょん語』
大賞
『総じて』
- りえぷり新コーナー 101会議（2017年3月7日 第101回放送）
100回ぶりに登場した四次元ボックスからコーナー名の書かれた紙をひき、りえしょんが気に入ったものを後日コーナー化する。

## ゲスト
- 第9回（2015年6月5日放送） - 山本希望
- 第35回（2015年12月4日放送） - 津田美波

## 音楽・ジングル

### OPテーマ
- 「RiEtion please♡」 歌：村川梨衣 / 作詞：村川梨衣/ 作曲：佐藤清喜（2016年4月5日 第53回放送 - ）
村川自らが作詞した楽曲。Aメロは全て英詞となっており、詞には「素数」や「6秒」などラジオならではの語録が散りばめられている。2ndシングル「ドキドキの風」のカップリングとして収録。

### 番組で流された楽曲
- 第2回（2015年4月17日放送） - 「リトライ☆ランデヴー」 歌：にゃ〜たん（CV：村川梨衣）
- 第4回（2015年5月1日放送） - 「そるらる★とんちんかん」 歌：にゃ〜たん（CV：村川梨衣）
- 第6回（2015年5月15日放送） - 「アスイロ」 歌：村川梨衣
- 第8回（2015年5月29日放送） - 「リトライ☆ランデヴー」 歌：にゃ〜たん（CV：村川梨衣）
- 第10回（2015年6月12日放送） - 「のんのん日和」 歌：宮内れんげ（CV：小岩井ことり）、一条蛍（CV：村川梨衣）、越谷夏海（CV：佐倉綾音）、越谷小鞠（CV：阿澄佳奈）
- 第11回（2015年6月19日放送） - 「Attention, Please!!」 歌：クリティクリスタ
- 第16回（2015年7月24日放送） - 「ナイショのはなしは夢の中で」 歌：メグ（CV：村川梨衣）
- 第20回（2015年8月21日放送） - 「flower」 歌：L'Arc〜en〜Ciel
- 第26回（2015年10月2日放送） - 「おかえり」 歌：宮内れんげ（CV：小岩井ことり）、一条蛍（CV：村川梨衣）、越谷夏海（CV：佐倉綾音）、越谷小鞠（CV：阿澄佳奈）
- 第35回（2015年12月4日放送） - 「Lasting Glider's Gate」  歌：津田美波
- 第37回（2015年12月18日放送） - 「ときめきポポロン」 歌： チマメ隊
- 第42回（2016年1月22日放送） - 「おかえり」 歌：宮内れんげ（CV：小岩井ことり）、一条蛍（CV：村川梨衣）、越谷夏海（CV：佐倉綾音）、越谷小鞠（CV：阿澄佳奈）
- 第52回（2016年4月1日放送） - 「Sweet Sensation」 歌： 村川梨衣
- 第53回（2016年4月5日放送） - 「Sweet Sensation」 歌： 村川梨衣
- 第54回（2016年4月12日放送） - 「Sweet Sensation」 歌： 村川梨衣
- 第55回（2016年4月19日放送） - 「Sweet Sensation」 歌： 村川梨衣
- 第56回（2016年4月26日放送） - 「Sweet Sensation」 歌： 村川梨衣
- 第57回（2016年5月3日放送） - 「Baby, My First Kiss」 歌： 村川梨衣
- 第58回（2016年5月10日放送） - 「Baby, My First Kiss」 歌： 村川梨衣
- 第59回（2016年5月17日放送） - 「Sweet Sensation」 歌： 村川梨衣
- 第60回（2016年5月24日放送） - 「Baby, My First Kiss」 歌： 村川梨衣
- 第61回（2016年5月31日放送） - 「Sweet Sensation」 歌： 村川梨衣
- 第62回（2016年6月7日放送） - 「Sweet Sensation」「Baby, My First Kiss」歌： 村川梨衣
- 第63回（2016年6月14日放送） - 「Sweet Sensation」 歌： 村川梨衣
- 第64回（2016年6月21日放送） - 「Baby, My First Kiss」 歌： 村川梨衣
- 第65回（2016年6月28日放送） - 「Sweet Sensation」 歌： 村川梨衣
- 第66回（2016年7月5日放送） - 「Anytime, Anywhere」 歌： 村川梨衣
- 第67回（2016年7月12日放送） - 「Anytime,Anywhere」 歌： 村川梨衣
- 第68回（2016年7月19日放送） - 「Sweet Sensation」 歌： 村川梨衣
- 第69回（2016年7月26日放送） - 「Baby, My First Kiss」 歌： 村川梨衣
- 第70回（2016年8月2日放送） - 「Anytime,Anywhere」 歌： 村川梨衣
- 第71回（2016年8月9日放送） - 「Sweet Sensation」 歌： 村川梨衣
- 第72回（2016年8月16日放送） - 「Baby, My First Kiss」 歌： 村川梨衣
- 第73回（2016年8月23日放送） - 「Anytime,Anywhere」 歌： 村川梨衣
- 第74回（2016年8月30日放送） - 「Sweet Sensation」 歌： 村川梨衣
- 第75回（2016年9月6日放送） - 「Sweet Sensation」 歌： 村川梨衣
- 第76回（2016年9月13日放送） - 「Baby, My First Kiss」 歌： 村川梨衣
- 第77回（2016年9月20日放送） - 「ドキドキの風」 歌： 村川梨衣
- 第78回（2016年9月27日放送） - 「ドキドキの風」 歌： 村川梨衣
- 第79回（2016年10月4日放送） - 「ドキドキの風」 歌： 村川梨衣
- 第80回（2016年10月11日放送） - 「ドキドキの風」 歌： 村川梨衣
- 第81回（2016年10月18日放送） - 「ドキドキの風」 歌： 村川梨衣
- 第82回（2016年10月25日放送） - 「ドキドキの風」 歌： 村川梨衣
- 第83回（2016年11月1日放送） - 「RiEtion please♡」 歌： 村川梨衣
- 第84回（2016年11月8日放送） - 「ドキドキの風」 歌： 村川梨衣
- 第85回（2016年11月15日放送） - 「Dreamy Lights」 歌： 村川梨衣
- 第86回（2016年11月22日放送） - 「Dreamy Lights」 歌： 村川梨衣
- 第87回（2016年11月29日放送） - 「恋するパレード」 歌： 村川梨衣
- 第88回（2016年12月6日放送） - 「MaGiK」 歌： 村川梨衣
- 第89回（2016年12月13日放送） - 「Dreamy Lights」 歌： 村川梨衣
- 第90回（2016年12月20日放送） - 「Anytime, Anywhere」 歌： 村川梨衣
- 第91回（2016年12月27日放送） - 「MaGiK」 歌： 村川梨衣
- 第92回（2017年1月3日放送） - 「Eternal」 歌： 村川梨衣
- 第93回（2017年1月10日放送） - 「Dreamy Lights」 歌： 村川梨衣
- 第94回（2017年1月17日放送） - 「Breath」 歌： 村川梨衣
- 第95回（2017年1月24日放送） - 「クリームソーダとエンドロール」 歌： 村川梨衣
- 第96回（2017年1月31日放送） - 「戻れない旅」 歌： 村川梨衣
- 第97回（2017年2月7日放送） - 「夜明けの恋」 歌： 村川梨衣
- 第98回（2017年2月14日放送） - 「Anytime,Anywhere」 歌： 村川梨衣
- 第99回（2017年2月21日放送） - 「Dreamy Lights」 歌： 村川梨衣
- 第100回（2017年2月28日放送） - 「ドキドキの風」 歌： 村川梨衣
- 第101回（2017年3月7日放送） - 「Breath」 歌： 村川梨衣

### コーナー『テンション・ハイテンション・りえしょん』で流された楽曲
- 第6回（2015年5月15日） 〜 「リトライ☆ランデヴー」 歌：にゃ〜たん（CV：村川梨衣）
- 第38回（2015年12月25日放送） - 「ときめきポポロン」 歌： チマメ隊
- 第60回（2016年5月24日放送） 〜 「Sweet Sensation」 歌： 村川梨衣
- 第60回（2016年5月24日放送） - 「Baby, My First Kiss」 歌： 村川梨衣
- 第70回（2016年8月2日放送） - 「Anytime,Anywhere」 歌： 村川梨衣
- 第81回（2016年10月18日放送） - 「ドキドキの風」 歌： 村川梨衣
- 第90回（2016年12月20日放送） - 「Dreamy Lights」 歌： 村川梨衣

### EDテーマで流された楽曲
- 第38回（2015年12月25日放送） - 「Hurry Xmas」 歌： L'Arc〜en〜Ciel
- 第93回（2017年1月10日放送）- 「LITTLE WING ～Spirit of LINDBERG～」 歌： 管野直枝（CV：村川梨衣）

### ジングル
- 「村川梨衣の a りえしょんぷり〜ず」（第1回〜）
- 「村川梨衣の 村川梨衣の 村川梨衣の 村川梨衣の a りえしょんぷり〜ず」（第1回〜）
- 「金曜日さんおはよう 村川梨衣の a りえしょんぷり〜ず」（第2回〜）
- 「村川梨衣の 村川梨衣の 村川梨衣の 村川梨衣の 村川梨衣の a りえしょんぷり〜ず」（第9回〜）
- 「7月24日は土用の丑の日、鰻さんありがとう。村川梨衣の a りえしょんぷり〜ず」（第16回）
- 「毎日が土用の丑の日だったらなぁ、鰻さんよろしくね。村川梨衣の a りえしょんぷり〜ず」（第16回）
- 「金曜日さん1週間ぶり 村川梨衣の a りえしょんぷり〜ず」（第19回）
- 「2、3、5、7、11、13、（村川梨衣の a りえしょんぷり〜ず）、17、19、23、29、31、37、41、43、47」（第19回〜第47回）
- 「今日は20回記念、村川梨衣の20回記念、村川梨衣の20回記念、村川梨衣の20回記念、村川梨衣の a りえしょんぷり〜ず、20回記念。」（第20回）
- 「その放送枠、言い値で買おう 村川梨衣の a りえしょんぷり〜ず」（第26回）
- 「今日は30回記念、村川梨衣の30回記念、村川梨衣の30回記念、村川梨衣の30回記念、村川梨衣の a りえしょんぷり〜ず」（第30回）
- 「りえしょんサンタがみんなに笑顔を届けにきたよ 村川梨衣の a りえしょんぷり〜ず」（第38回）
- 「2016年 あけましておめでとう 村川梨衣の a りえしょんぷり〜ず」（第39回）
- 「金曜日さん あけましておめでとう 村川梨衣の a りえしょんぷり〜ず」（第39回）
- 「金曜日さんばいばい 村川梨衣のaりえしょんぷり～ず ばいばい ばいばい」（第52回）
- 「43、47、53、59、61、67（村川梨衣のaりえしょんぷり～ず）71、73、79、83、89、97、101、103、107、109、117」（第53回〜）
- 「2016万319、2016万401、2016万403、本日は2016万809の日、村川梨衣の a りえしょんぷり〜ず」（第71回）

## 番組言語・用語集

### りえしょん語
村川がよく発する言葉。番組内で「りえしょん語」と呼ばれる。
- 「はい、ちゅぎ〜」
一つのトークが終わり、次のトークに移行する際に用いる。
- 「○○かよ」
「最高かよ」「凄いかよ」など。twitterのフォロワー数１万人突破を記念して制作されたVineでも用いられた。
- 「○○ない」「○○あるな」
「それ、ヤバない」「ヤバあるな」「それ、強ない」「強あるな」「それ、凄ない」「凄あるな」など。プライベートで「それ、強ない」と佐倉綾音に言ったところ、ウケた事から使用している。そこから「○○あるな」と派生していった[12]。

### ほぼ毎回使われる定番の言語
- みなさんこんばんは、火曜日さんもこんばんは
番組の冒頭は火曜日への挨拶から始まる。
- りえしょんの綴りはりえしょんです
番組の最後に、番組へのメールの宛先を紹介する際に用いる。第21回より発言と同時に、画面にrietionという文字が赤く写されるようになった。その後も、赤文字で様々な映像編集がなされている。

### 番組用語
- 金曜日さん（cv.村川梨衣）
「りえしょん、金曜日さんこんばんわ」というメールがリスナーから送られてきた際には、金曜日さんも挨拶に応えることがある。第52回放送で別れを告げた。
- 火曜日さん（cv.村川梨衣）（第53回放送〜）
第53回より放送日が火曜日に変更となったため登場。金曜日さんの後を継いだ。
- 素数回
素数の回になると何故か言及する。また、素数を数えるジングルが流される。
- 村川素数教授（第71回放送〜）
数字を愛する者。「全ての数は唯一無二であり等しく素晴らしい」がモットー。第71回の『りえしょんの綴り』で初登場し、その後もたびたび登場している。
- リエピカ
村川がHUNTER×HUNTERのトークをする際に登場する。クルタ族の生き残りで、特質系の能力者。絶対時間(エンペラータイム)を使える。第26回では、ヒソカとクラピカからメールが送られた。
- リエプラチナ
第23回放送後のVine「りえしょんVSりえしょん」に登場。
- リエダマル
第23回放送後のVine「りえしょんVSりえしょん」に登場。シャーマンキングに登場する阿弥陀丸を意識した髪型をしている。
- 概念じゃん（第1回放送）
第1回放送のコーナー「村川梨衣の自己紹介question」での発言。第40回放送でリスナーから伝説的なツッコミと言われる。
- ながぐつさん（第2回放送）
村川がハマっているアプリゲーム『ねこあつめ』に出てくるキャラクター。「凄く可愛いの」「ながぐつさんの可愛さを皆さんと共有したい」と語っている。
- りえしょんポイント（第5回放送〜）
「えとたま」の名古屋イベントにてクイズが行われ、正解者には「りえしょんポイント」が与えられたが、本ラジオでもそのポイントを振りまいている(第7回放送にて壁に違和感を感じたリスナーに2ポイントなど)。今のところポイントは貯まる一方で使い道は無いという。
- ロジックくん（第6回放送〜）
村川の一人コントにでてくるキャラクター。論理的に語りだすが、キャラがぶれぶれである。リスナーから人気があり、投稿メールにより第8回放送で再登場。第37回でも登場した。アヴドゥルと共に番組の初期メンバーと呼ばれ、第52回で久々に登場。
- アヴドゥルサーチ（第7回放送）
『ジョジョの奇妙な冒険』に出てくるキャラクター、アヴドゥルの死に「え〜!!」となった村川が「そうだ、Twitterで他の人の反応も見てみよう」と思い、Twitterで「アヴドゥル」と検索。これを自ら「アヴドゥルサーチ」と称した。
- 承太郎お兄ちゃん（第7回放送〜）
『ジョジョの奇妙な冒険』に出てくるキャラクター、空条承太郎。村川の大好きなキャラクターで、ジョジョの話になると名前が出てくる。第9回の誕生日企画では、承太郎グッズがプレゼントされた。
- ワンリプレイ・リトライランデブー・エニタイム（第8回放送）
2015年5月18日からニコニコ動画で公開されている『【りえしょん】「リトライ☆ランデブー」を踊ってみた【公式】』動画。この動画を「毎日見てね」と語り「あ、この現象に名前を付けた方がいいか」と名付けた。
- ちょっと、りえしょんの髪の毛が顔にかかってるんだよね（第19回放送）
Vineの制作中に高みを目指すVine制作チームから村川が受けた言葉。細かい拘りを見せるスタッフ達に、村川は「そんなりえしょんチームが私は大好き」と語っている。
- 16人のりえしょん(第27回放送）
村川がHUNTER×HUNTERのレイザーとドッジボールで戦ったらという妄想により考えた。「白魔道士りえしょん」「戦士りえしょん」「黒魔道士りえしょん」「召喚士りえしょん」「ゴスロリりえしょん（念使い）」「ナイトりえしょん」「学者りえしょん（ロジックくん）」「モンクりえしょん」「シーフりえしょん」「竜騎士りえしょん」「アーチャーりえしょん」「ランサーりえしょん」「双剣りえしょん」「ウォリアーりえしょん」「お侍りえしょん」「天使りえしょん」[13]。ちなみに、一番強いのは天使りえしょんである。しかし、放送後にメールやtwitterにて忍者不在を指摘され、第29回放送にて、モンクりえしょんの代わりに「忍者りえしょん」が、ランサーりえしょんの代わりに「錬金術士りえしょん」が追加された。
- 時をかけるりえしょん（第40回放送）
2016年1月8日の第40回放送は、まだ2015年に収録されたものであった。
- キマリは通さない！（第43回放送）
『ファイナルファンタジーX』に出てくるセリフ。第43回のコーナー「うすぼんやりえしょん」に登場。お気に入りのフレーズとなり、その回のEDの即興劇や、その後の番組内にも登場。
- 感謝、ただただ感謝、万物に感謝 （第52回放送）
自身の個人名義の楽曲をラジオで紹介し、曲を流すのが村川の夢の一つであった。その夢が叶った際に万物に感謝を述べた。

## エピソード

### 番組内での主なエピソード・行われたコーナー
- 第92回（2017年1月3日放送）
ラジオ内での去年の流行語を振り返った。
特別コーナー「りえぷり流行語2016」
- 第93回（2017年1月10日放送）
3か月ぶりにセブンイレブンがスポンサーに復活。番組コラボ商品「スクールカレンダー」の発売を発表した。
コーナー「Baby, My Sweet ドキドキ RiEtion」
- 第94回（2017年1月17日放送）
オクラホマにくるメールの世界観怖いねスペシャル。
コーナー「オクラホマ・りえしょん」
- 第95回（2017年1月24日放送）
1stアルバム「RiEMUSiC」の感想メールを多数紹介。りえぷり過去最高にメール読めちゃってヤバない？来週は０通かもしれないねスペシャル！
コーナー「なし」
- 第96回（2017年1月31日放送）
先週末のブレイブのイベント来てくれた人ありがとね！誰だてめぇスペシャル！
コーナー「笑わなりえしょん」
- 第97回（2017年2月7日放送）
スペシャル素数回。作家のちゃんこはインフルで不在。
コーナー「インテリえしょん」
- 第98回（2017年2月14日放送）
バレンタインスペシャル。
コーナー「Baby, My Sweet ドキドキ RiEtion」
- 第99回（2017年2月21日放送）
たれパンダとリラックマって同じ会社だったんだよスペシャル。
コーナー「うすぼんやりえしょん」
- 第100回（2017年2月28日放送）
100回記念だからふつおた100通読みたかったけど全然無理だったねスペシャル。
コーナー「なし」
- 第101回（2017年3月7日放送）
コーナータイトルの紹介だけで番組終わるって凄いねスペシャル。
特別コーナー「りえぷり新コーナー101会議」

### 番組にまつわるエピソード
- 番組の構成作家を担当している小林洋平は、2014年8月10日に行われた小松未可子のライブにて、挨拶をした村川の洋服にオレンジジュースをぶっかけてしまい、twitterにて「この非礼は必ずどこかでお詫びさせてください」と謝罪していた[16]。2015年3月20日に番組開始が発表された際には「いつか番組でお詫びをと思っていましたが、ついにその時が」とツイートしている[17]。
- 2015年4月10日、第1回放送終了後にVineにて「第1回目を終えて！改めて自己紹介！！ 」がアップされた[18]。声優仲間の相坂優歌[19]や山本希望[20]もこの動画に反応するなど、アップから2日で5万Loopsを記録した。
- 2015年5月8日の第5回放送では、同放送時間に村川がニッポン放送のラジオ番組「ミュ〜コミ+プラス」に生出演。放送時間が被ることとなった。
- 2015年5月22日の第7回放送収録前の時間帯に津田美波が『津田のラジオ「っだー!!」』を収録しており、村川が筆談形式で出演。その会話の様子は「来週の津田ちゃんのだーで聞けちゃうかもよ〜、うふふ〜」と第7回放送内で語った。その際、ディレクターからは「カットされてなければね！」と指摘されていたが、5月27日放送の『津田のラジオ「っだー!!」』にて、その会話はカットされずに放送された。
- 2015年7月26日に出演したイベント「ワンフェス2015夏」にて歌手のTRUEと遭遇し、本ラジオを視聴していることを告白された[21]。
- 2015年8月28日、第21回放送終了後にアップされたVine「りえしょん忍者」。『えとたま』などでキャラデザを担当する小池智史もこれを視聴。りえしょん忍者の絵を描き、自身のTwitterにアップした[22]。
- 2015年10月16日、第28回放送にて、作家の小林やディレクターが、村川の別番組「ゆきんこ・りえしょんのいちごまみれだよ〜」のリスナーであることを明かしたが、これを受け、いちごまみれの作家である浅野は「別にわざわざ言うこともないですが、aりえしょんプリーズといちごまみれのスタッフは顔見知り同士だし飲みに行ったりするほど仲良しです」とツイートしている[23]。
- 2015年11月10日発売の雑誌『声優グランプリ』12月号のコーナー「超！A＆G＋NEWS！」第43回にて本ラジオが紹介された。村川が番組スタッフと一緒にインタビューに答え、番組のコーナー紹介や今後の抱負などについて語っている。
- 2016年2月1日に村川のアーティストデビューが発表された際には、本ラジオの公式Twitterにて作家の小林による「返信祭り」が行われた。

## りえしょん生誕祭
2015年 - 第9回（2015年6月5日放送）
- 6月4日の第9回放送では、村川の誕生日である6月1日から3日遅れの「りえしょん生誕祭」が行われ、番組初のゲストとして山本希望が出演した。番組内では、山本より「りえしょんを生んでくれてありがとう」という気持ちから村川の母親へお皿が、村川へは山本とお揃いのネックレスがプレゼントされた。
  - コーナー『笑わなかったらプレゼントゲット！笑わなりえしょんスペシャル』

コーナー『笑わなりえしょん』をアレンジした誕生日特別企画。山本がリスナーからのネタメールを読み、村川が笑わずに耐えたら1通ごとに誕生日プレゼントが貰えるというコーナー。結果、5通中3通を笑わずに耐え、ライオンのケーキとジョジョグッズ2つをゲットした。

 2016年 - 第62回（2016年6月8日放送） 
- アニメ『ジョジョの奇妙な冒険』でアヴドゥル役を演じた三宅健太から「アヴしょん」と称して誕生日メッセージが送られた。エンディングでは、番組スタッフからジョジョ4部の空条承太郎フィギュアがプレゼントされた。

## Vine
番組終了後、公式Vineにて番組スタッフ（Vine制作チーム）による動画が毎回投稿されている。

### Vine制作チーム
6秒の動画を1時間近くかけて制作している。また、30分近くかけて考えた案でも、完璧にこだわる余り、没ネタとなることも多い（ディレクターはこれを「勇気ある撤退」と語る）。第20回後のVine「はなしょん」はスランプに陥り、制作時間30分、制作されるまで1時間30分という時間をかけて作成されたものであり、そのスランプを乗り越えた第21回後のVine「りえしょん忍者」は、みんなが納得の素晴らしいものになったと語っている。
Vineのサービス停止報道にともない2016年11月15日にupされた『vineさん、ありがとう！下手（しもて）』がVineでは最後の作品となった。

## 番組グッズ
- りえぷりディレクターしょん、セレクション、Rietionです！デザインしょんTシャツ
セブン-イレブンと超!A&G+による完全コラボ商品。表に3つの「rietion」の文字がプリントされたTシャツ。
2016年7月11日よりセブンネットショッピングにて予約受付開始。
- りえぷりラバーストラップ
「えとたま」のキャラクターデザインを担当している小池智史による完全描き下ろし。3種類のラバーストラップ「お市しょん」「インテりえしょん」「りえしょん忍者」がセットとなっている。
2016年8月12日～14日に開催された「コミックマーケット90」の文化放送A&Gブースにて先行販売。同年8月30日第74回放送終了後、超!A&Gショップの通販でも販売され、即完売となった。
- りえぷりスクールカレンダー
セブン-イレブンと超!A&G+による完全コラボ商品。
2017年1月16日よりセブンネットショッピングにて予約受付開始。数量限定販売。

## イベント
- 2016年11月12日 - 文化放送 超!A&G+「村川梨衣の a りえしょんぷり～ず」公開録音イベント（文化放送 12Fメディアプラスホール）
村川の2ndシングル「ドキドキの風」＜通常盤＞を対象店舗で予約後、応募した中から抽選で150名を招待。

## 雑誌
- 声優グランプリ 2015年12月号 P126 / 超!A&G+NEWS! 第43回『村川梨衣の a りえしょんぷり〜ず♡』（2015年11月10日発売）
- 声優ラジオの時間 ユニゾン P80～P89 / 『村川梨衣の a りえしょんぷり〜ず♡』 インタビュー（2016年12月16日発売)